# Demo Anthology
Demo Anthology es una colección de temas de la banda de heavy metal Winger que incluye 10 canciones inéditas.

## Canciones del álbum

### Disco 1
1. "Madalaine" – 4:20
2. "Hungry" – 4:08
3. "Seventeen" – 3:54
4. "State of Emergency" – 3:04
5. "Time to Surrender" – 4:14
6. "Hangin' On" – 3:21
7. "Headed for a Heartbreak" – 4:39
8. "Only Love" – 3:29 *
9. "Can't Get Enuff" – 3:47
10. "Loosen Up" – 3:39
11. "Miles Away" – 4:04
12. "Easy Come Easy Go" – 3:26
13. "Rainbow in the Rose" – 5:17
14. "In the Day We'll Never See" – 3:29
15. "Under One Condition" – 4:31
16. "Little Dirty Blonde" – 3:39
17. "Star Tripper" – 3:37 *
18. "You Are the Saint, I Am the Sinner" – 3:19
19. "In the Heart of the Young" – 3:42

### Disco 2
1. "All I Ever Wanted" – 3:30
2. "Skin Tight" – 3:00 *
3. "Someday Someway" – 4:15 *
4. "Never" – 4:52
5. "Blind Revolution Mad" – 5:47
6. "Down Incognito" – 3:56
7. "Spell I'm Under" – 3:42
8. "Hour of Need" – 3:59 *
9. "Junk Yard Dog" – 6:53
10. "The Lucky One" – 4:55
11. "Like a Ritual" – 4:42
12. "In for the Kill" – 4:35
13. "No Man's Land" – 3:30
14. "Who's the One" – 4:53
15. "Written in the Wind" – 4:24 *
16. "Until There Was You" – 3:29 *
17. "Without Warning" – 3:16 *
18. "Give Me More" – 3:21 *
19. "Just Another Face" - 3:32 (Japanese release bonus track) *

(*) Temas inéditos